# アノマロカリス科
アノマロカリス科（Anomalocarididae）は、ラディオドンタ類の節足動物を大きく分けた分類群（科）の一つ。約5億年前のカンブリア紀に生息したアノマロカリスなどが分類され、長い触手様の前部付属肢をもつ種類が含まれる。
本科はアノマロカリス類（anomalocaridid）と総称されるが、かつてラディオドンタ類の全ての構成種を含んだため、これらの呼称は一時期では本科の構成種のみ（狭義のアノマロカリス類）ならず、ラディオドンタ類全般の別名でもあった（広義のアノマロカリス類、後述）。

## 経緯
アノマロカリス科はラディオドンタ類における4つの科の一つであり、その中でも本科は唯一に21世紀以前で創設されたものである。学名「Anomalocarididae」（「Anomalocaridae」と表記されることもある）は、本科の模式属（タイプ属）であるアノマロカリス（Anomalocaris）に因んで名付けられた。
なお、創設当初（Raymond 1935）から1970年代にかけてラディオドンタ類の全貌と多様性は未解明で、本科もその頃ではまだ甲殻類と誤解釈されるアノマロカリス（アノマロカリス#発見史を参照）のみを含んでいた。本科の模式属であるアノマロカリスは1980年代でラディオドンタ類であると判明したが、当時唯一に知られるラディオドンタ類であるアノマロカリスは科所属不明とされ、本科はその分類体系に採用されなかった。1990年代では、ラディオドンタ類（Radiodonta）が創設され、本科もその下位分類群として再び採用されるようになったが、2010年代前期まででは、ラディオドンタ類の全ての構成種は本科のみに含まれた。そのため、2010年代後期まででは、ラディオドンタ類全般は一般に「アノマロカリス類」（anomalocaridid）と総称された。
しかし、ラディオドンタ類の構成種が Vinther et al. 2014 で本科含めて4つの科を基に再分類された以降では、本科は一部のラディオドンタ類のみを含めるようになった。例えば Wu et al. 2021a では、本科の構成種として認められるのはアノマロカリスとレニシカリス（Lenisicaris）の種類のみである。これにより、ラディオドンタ類全般を指す総称も徐々にこの分類体系に反映した「radiodontan」や「radiodont」に変更され、前述の本科由来の総称「anomalocaridid」（アノマロカリス類）はラディオドンタ類全般ではなく、代わりに本科の種類のみを指すのに狭義化されつつある。なお、この分類体系の中で、本科は系統学のみに基づいた（国際動物命名規約の条項的には無効である）定義のみ与えられ、2021年現在では未だに他のラディオドンタ類の科から区別させるほど、形態学に基づいた有効の再定義がなされていない。
特記しない限り、本項目は Wu et al. 2021a による、アノマロカリスとレニシカリスのみを含んだアノマロカリス科について記述する。

## 形態

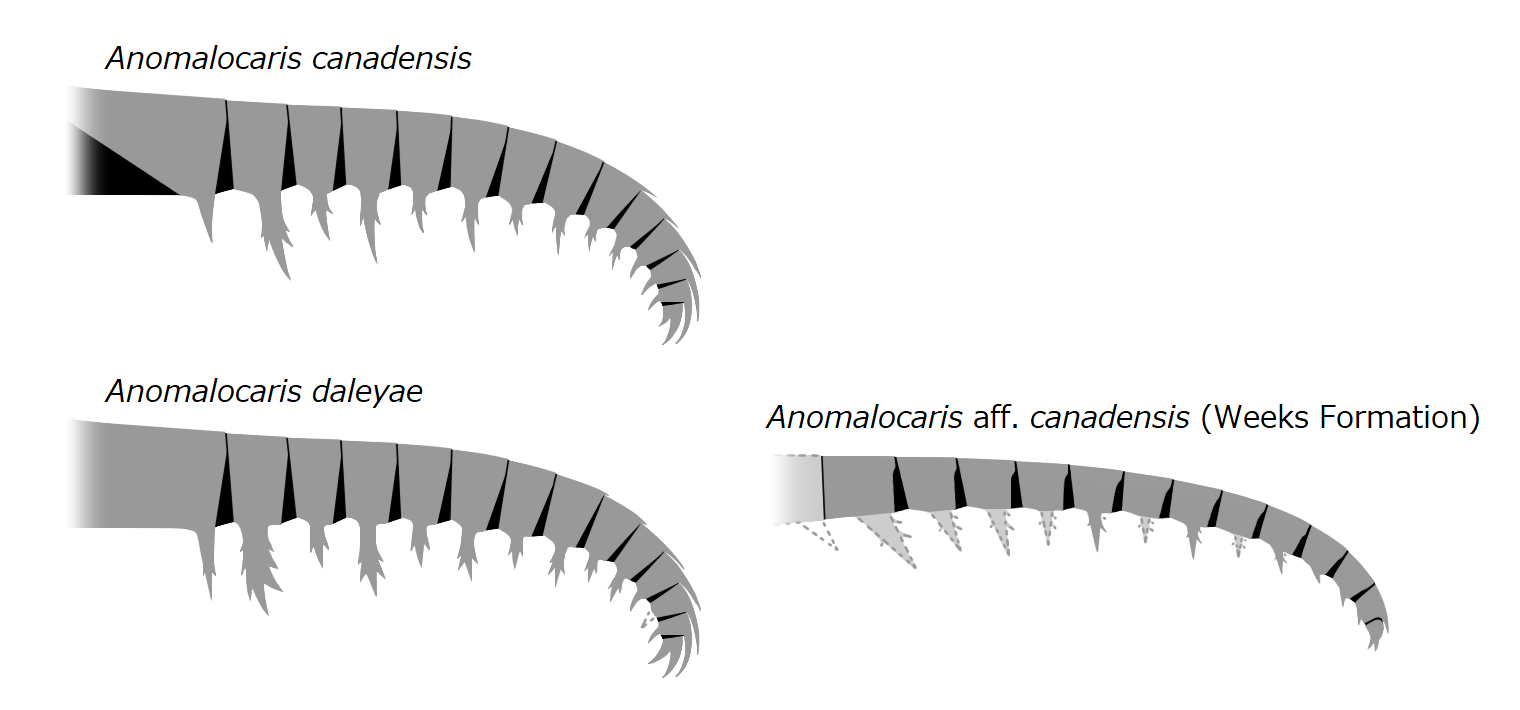
アノマロカリスの前部付属肢

アノマロカリス科のラディオドンタ類の前部付属肢（frontal appendage）は十数節（柄部1-2節と残り13節）の肢節に分かれ、全体的に長い触手様の形をもつ。柄部以降の各肢節は可動的で、背側1対の関節丘と腹面の三角形の節間膜を介して連結される。少なくとも柄部と先端以外の肢節はそれぞれの腹側に1対の内突起（endite）があり、先端ほど短くなりながら長短を繰り返している。例外もあるが、内突起の長さは原則として該当肢節の高さを超えない。内突起のうち柄部直後の方が往々にして最も発達であるが、アンプレクトベルア科の種類ほど強大に特化した形ではない。内突起は種類によって前後の縁にそれぞれ1本以上の分岐（auxiliary spine）をもつ（アノマロカリス）、もしくは単純の棘状で分岐を欠く（レニシカリス）。

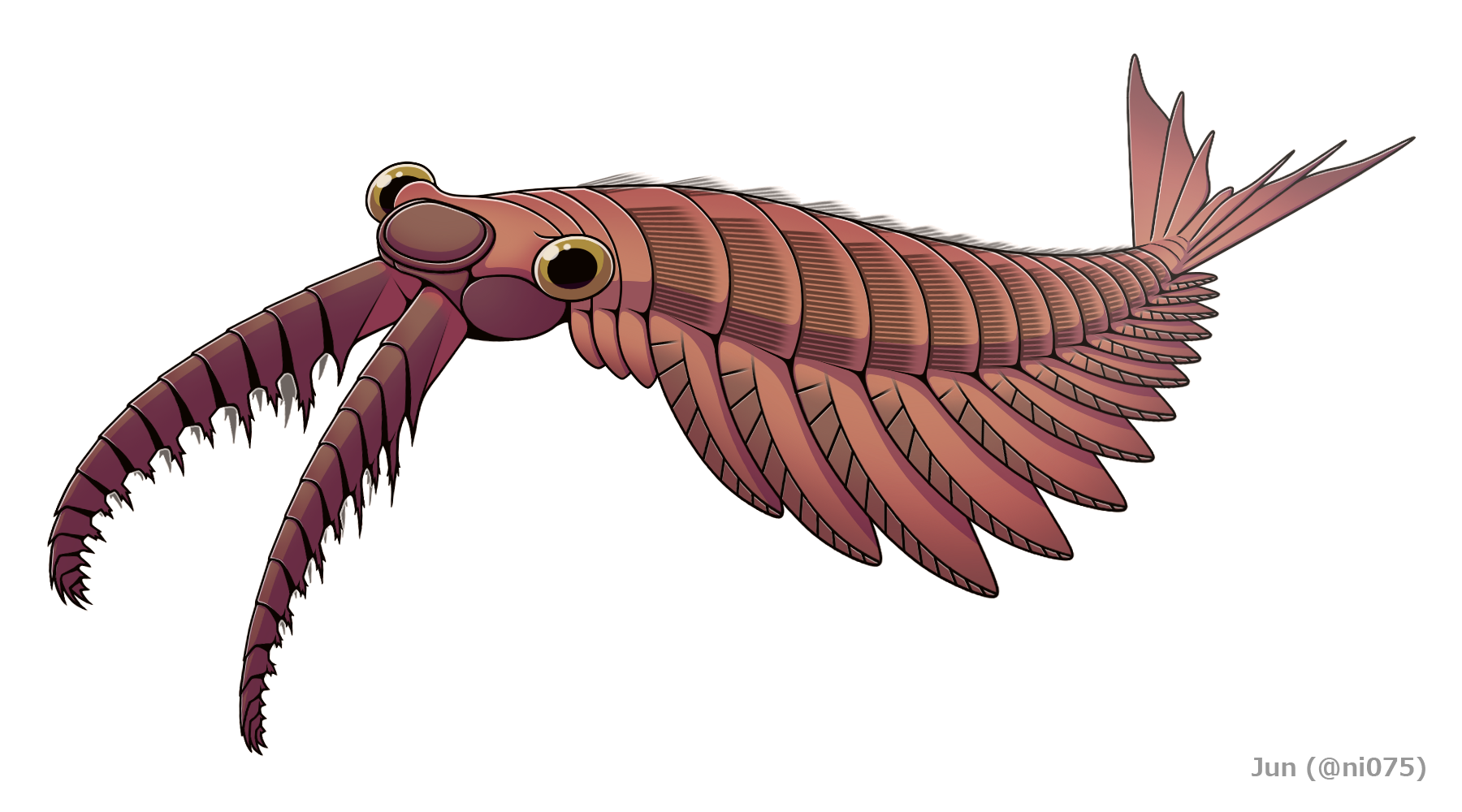
Anomalocaris canadensis の全身復元図
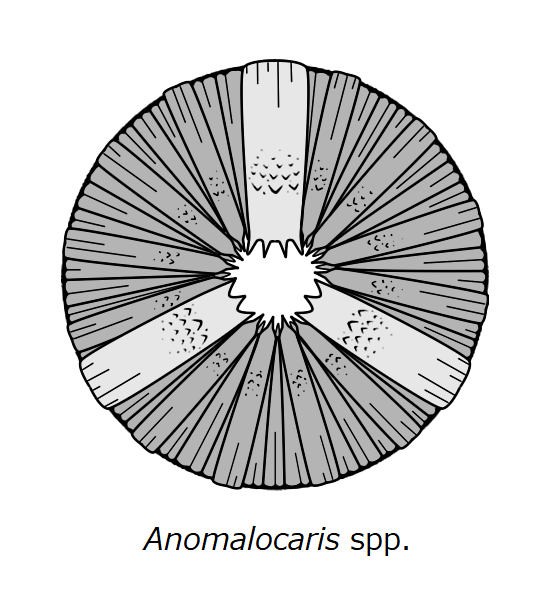
アノマロカリスの歯
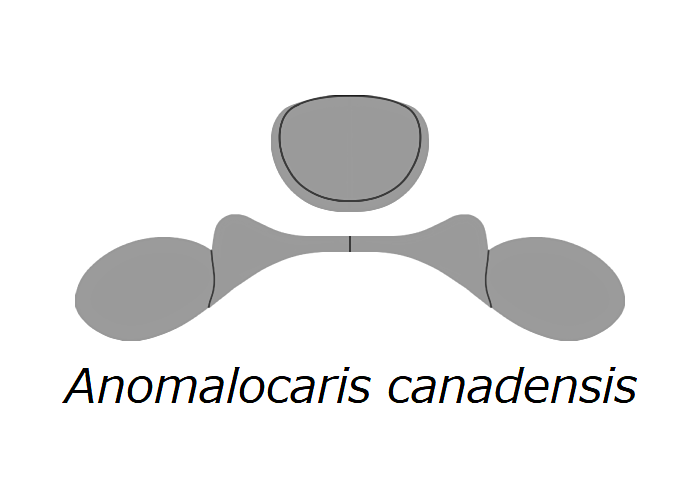
アノマロカリスの甲皮

前部付属肢以外の構造はアノマロカリスのみによって知られ、中でも全身が判明したのは Anomalocaris canadensis という1種のみである。流線型な体をしており、小さな頭部にある3枚の甲皮はいずれも楕円形で目立たない。口の歯（oral cone）は不規則な三放射状で、32枚を超えた総数不定の歯のうち、前方の1枚と両後方の2枚が最も大きく、小さな開口近くの表面にはうろこ状の隆起、外縁には溝が密生している。十数節の胴節のうち、首のように短縮した前3節は退化的な鰭のみをもつ。それ以降の13節は各胴節の横幅と同じほど発達した鰭をもち、ダイヤモンド形の輪郭を描くように3-4番目から後方ほど幅狭くなる。鰓のような構造体（setal blades）は各胴節の背側で左右に別れて配置される。尾部は3対の発達した尾鰭でできた尾扇（tail fan）をもつ。
本科の流線型な体・小さな頭部と甲皮・歯の隆起と外縁の溝・前部付属肢の可動的な肢節と長短を繰り返した内突起は、ラディオドンタ類の中でアンプレクトベルア科の種類に共通した特徴である。一方、本科の3対の尾鰭と歯における三放射構造は、知られるラディオドンタ類の中でそれぞれインノヴァティオカリスとタミシオカリス科のエキドナカリスのみに共通である。

## 生態

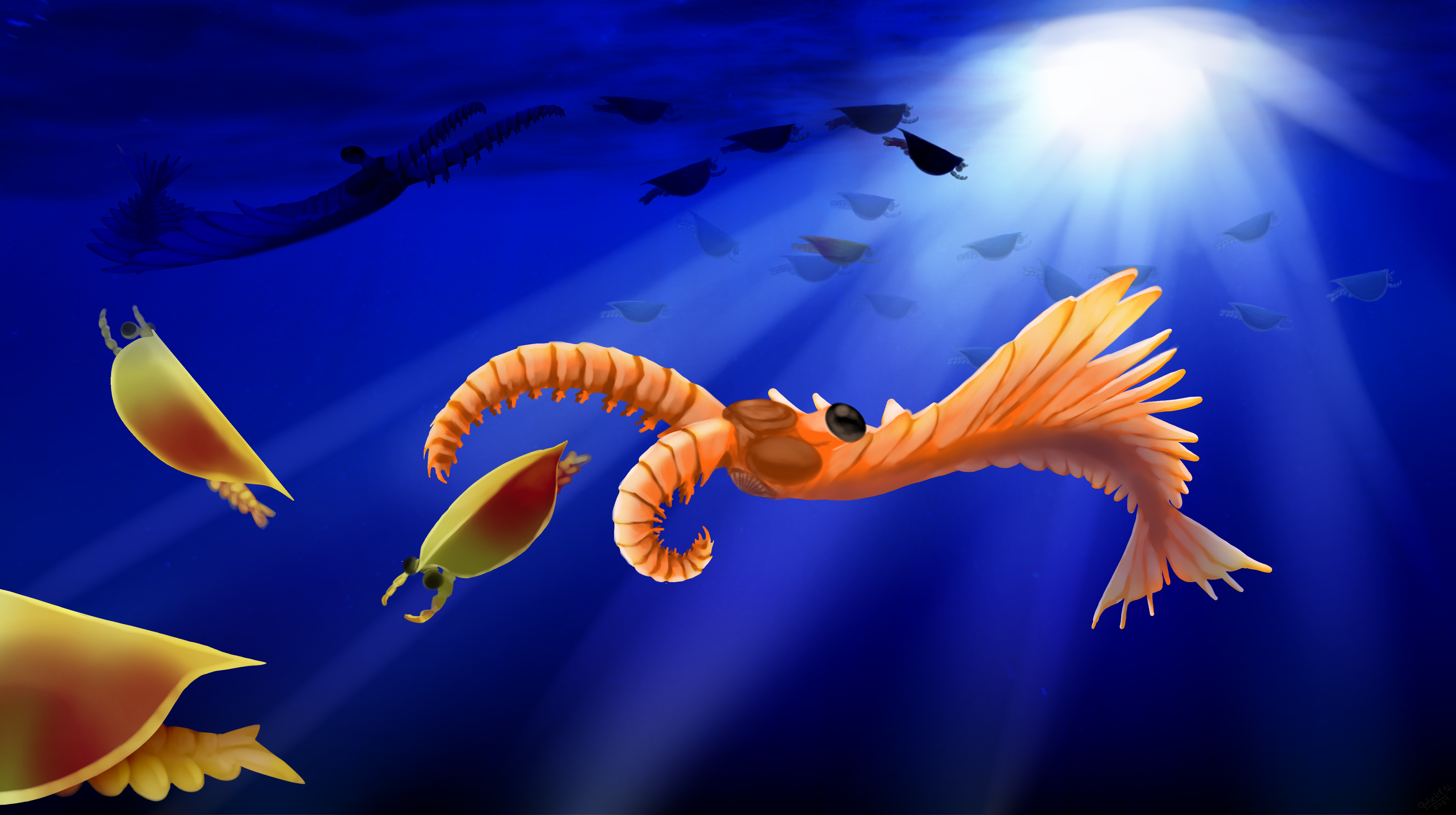
イソキシスを捕食するアノマロカリスの生態復元図

アンプレクトベルア科の種類と同様、アノマロカリス科のラディオドンタ類は流線型の体・発達した鰭・頑丈な内突起をもつ前部付属肢により、フルディア科の種類より活動的で、獰猛な遊泳性捕食者であったと考えられる。能動的な前部付属肢を下向きに湾曲し、活動的な獲物を巻き付けるように捕獲していたとされ、小さな甲皮は、その可動域を制限せずに防御の役割を果たしていたと考えられる。また、本科のアノマロカリスに見られる不規則で小さな開口部をもつ歯は、蠕虫状の柔らかい小動物を吸い込むのに向いたとされる。発達した尾扇は、遊泳中の横安定性を維持することや急速な方向変更に用いられたと考えられる。

## 分布と生息時代
ラディオドンタ類の中で、アノマロカリス科の化石標本は中国南部（雲南省、湖南省）、北アメリカ（カナダ、アメリカ）とオーストラリアから発見され、次の通りに列挙される。
本科としての本質が不確実の記録は「*」で示す。
カンブリア紀第三期（約5億2100万 - 5億1400万年前）
- Maotianshan Shale（澄江動物群、中国、雲南省、約5億1,800万年前[1]）：Anomalocaris cf. canadensis[7]、Anomalocaris sp. 1[17][7]/ラディオドンタ類 C[42]、Lenisicaris lupata[7]
- Hongjingshao Formation（Malong Fauna、中国、雲南省）：Anomalocaris sp. 3 (Zhang et al. 2001 Fig. 3b)[53][7]
- Fandian biota（中国、四川省）：YKLP 12377[54]

カンブリア紀第四期（約5億1400万 - 5億900万年前）
- Kinzers Formation（アメリカ、ペンシルベニア州）：Lenisicaris pennsylvanica[52][35]、未命名種 (Thomas 2021)[56]
- Balang Formation（Balang Biota、中国、湖南省）：Anomalocaris sp. 4 (NIGP 156214)[57]
- Emu Bay Shale（オーストラリア、カンガルー島）：Anomalocaris daleyae[44][46]
- Eager formation（Cranbrook Shale、カナダ、ブリティッシュコロンビア州）：Anomalocaris canadensis[52][48][58]

カンブリア紀ウリューアン期（約5億900万 - 5億450万年前）
- Kaili Formation（Kaili Biota、中国、貴州省）：*GTBM-9-1-1022[注釈 11][59][60][7][8]
- バージェス頁岩（バージェス動物群、カナダ、ブリティッシュコロンビア州、約5億1,000万 - 5億500万年前[61]）：Anomalocaris canadensis[5]
- Stanley glacier（バージェス動物群、カナダ、ブリティッシュコロンビア州）：Anomalocaris canadensis[51]

カンブリア紀ドラミアン期（約5億450万 - 5億50万年前）
- Wheeler Shale（アメリカ、ユタ州）：新属新種 (Halgedahl et al. 2009 Fig. 10L)[62]

カンブリア紀ガズハンジアン期（約5億50万 - 4億9700万年前）
- Weeks Formation（アメリカ、ユタ州、約4億9,900万年前[2]）：Anomalocaris aff. canadensis[11]、Anomalocaris sp. 6 (BPM 1034)[11]

## 分類
多くの系統解析では、ラディオドンタ類の中でアノマロカリス科は一般にアンプレクトベルア科の近縁とされ、フルディア科（フルディア、ペイトイアなど）やタミシオカリス科（タミシオカリスなど）とは別の単系統群を構成するとされる。本科とアンプレクトベルア科は、流線型の体・小さな頭部と甲皮・捕食性に適した能動的な前部付属肢・内突起の長短繰り返し構造などの多くの共通点をもつが、そのほとんどが単にラディオドンタ類の祖先形質である可能性が高い。また、本科を基盤的なラディオドンタ類、もしくはタミシオカリス科の近縁とする解析結果もあり、特に後者は同じ三放射状の歯の構造に示唆される。
なお、アノマロカリス科の単系統性は不確実で、その単系統性を支持する研究は Liu et al. 2018 による一部の系統解析結果のみである。これは主に本科のアノマロカリス（Anomalocaris）の雑多な内部構成が原因と思われ、2020年代までの本属は、その模式種（タイプ種）である Anomalocaris canadensis より遠縁の可能性がある種を多く含んでいた。これにより、これらの種も再分類がなされつつあり、例えば Anomalocaris pennsylvanica はレニシカリス（Lenisicaris）に、 Anomalocaris saron と Anomalocaris magnabasis はホウカリス（Houcaris）に、Anomalocaris sp. ELRC 20001 はインノヴァティオカリス（Innovatiocaris）に、Anomalocaris briggsi はエキドナカリス（Echidnacaris）に分類されるようになった。
Wu et al. 2021a と Paterson et al. 2023 によると、正式の命名がなされたラディオドンタ類の中で、アノマロカリス科に含めるのは次の2属4種のみである。
- アノマロカリス属 Anomalocaris [5]
  - Anomalocaris canadensis [5][18][10]
  - Anomalocaris daleyae [46]
- レニシカリス属 Lenisicaris [7]
  - Lenisicaris lupata [7]
  - Lenisicaris pennsylvanica [7]（旧称 Anomalocaris pennsylvanica [52][35]）

なお、未命名種まで範囲を広げると、アノマロカリスは複数種の化石標本が含まれる。
パラノマロカリス（Paranomalocaris, 科の所属が不確実）、ホウカリス（文献によりタミシオカリス科もしくはアンプレクトベルア科に分類される）、インノヴァティオカリス（原記載では科未定）、ラムスコルディア（Ramskoeldia, 一般にアンプレクトベルア科に分類される）、またはシュカリス (Shucaris) を本科に分類する見解もある。